# La noche (canción de Joe Arroyo)
«La noche» es una canción de salsa escrita e interpretada por el cantante colombiano Joe Arroyo. La revista Billboard la llamó una "canción innovadora" que convirtió a Arroyo en "una fuerza innovadora en la salsa colombiana".
Fue seleccionada por Hip Latina en 2017 como una de las "13 canciones de la vieja escuela que todo colombiano creció escuchando"; la publicación escribió que la canción era "probablemente parte de la lista de reproducción perpetua de cualquier colombiano". Viva Music Colombia calificó la canción en el puesto 50 de su lista de las 100 canciones colombianas más importantes de todos los tiempos. La versión original de Arroyo alcanzó el puesto número ocho en Panamá.

## Versiones
La primera versión en Merengue fue hecha por el cantante dominicano El Jeffrey en su álbum "Mi Tierra".
Su segunda versión en merengue fue hecha por el cantante puertorriqueño Elvis Crespo en su tercer estudio Wow! Destello (2000). La versión de Crespo alcanzó el puesto 34 en Billboard Hot Latin Songs y el número 8 en la lista Tropical Airplay en los Estados Unidos. Esta versión fue premiada en el campo tropical/salsa en los Premios Latinos ASCAP 2002.
El cantante de rock colombiano Juanes también lo incluyó en su segundo álbum de estudio Un Día Normal, que presenta la voz de Arroyo de la grabación original. El artista puertorriqueño de reguetón Don Omar sampleó «La noche» en su canción de 2003 «Dile».

## Listas de éxitos

### Listas semanales

#### Versión de Joe Arroyo
| Lista (1989) | Posición más alta |
| ------------ | ----------------- |
| Panamá (UPI) | 8                 |

#### Versión de Elvis Crespo
| Lista (1989)                               | Posición más alta |
| ------------------------------------------ | ----------------- |
| Estados Unidos Hot Latin Songs (Billboard) | 34                |